# Aproksymacja punktowa
Aproksymacja punktowa, dopasowanie krzywej – rodzaj aproksymacji pozwalający przybliżyć zbiór punktów funkcją ciągłą. Aproksymacja ta, w odróżnieniu od większości innych metod aproksymacji, nie wymaga znajomości postaci analitycznej funkcji aproksymowanej. W poszukiwaniu rozwiązania przyjmuje się pewną znaną funkcję, a następnie dopasowuje parametry w taki sposób, aby wynik jak najbardziej „pasował” do zadanych punktów, które najczęściej pochodzą z pomiarów i już ze swej natury są obarczone błędami.
Wyróżnia się co najmniej dwie metody aproksymacji punktowej:
- metoda wielomianów ortogonalnych
- metoda najmniejszych kwadratów